# Mycena atrata
Mycena atrata é uma espécie de cogumelo da família Mycenaceae encontrada na Austrália.